# Burkhardt Seiler

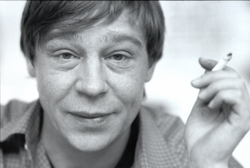
Burkhardt Seiler (1993)

Burkhardt Seiler (auch unter dem Namen „Zensor“ bekannt) (* 19. September 1953 in Berlin; † 1. Februar 2023 ebenda) war ein Plattenlabelbetreiber, Konzertveranstalter und Verleger. Zusammen mit dem Journalisten Hans Keller schuf er den Begriff Neue Deutsche Welle.

## Die Anfänge des „Zensors“
Burkhardt Seiler wurde 1967 das bis dato jüngste Mitglied des SDS. In dieser Zeit gehörte er zudem zu den Gründungsmitgliedern der Roten Garde Berlin.
Neben seinen revolutionären Aktivitäten war er auch kaufmännisch – im Sinne der ideologischen Verbreitung – tätig und verkaufte unter anderem Publikationen für die Buchhandlung „Karin Röhrbein“, die Kommune 1 und das linkeck. Als fliegender Händler suchte er Anfang der 1970er Jahre die Krämermärkte auf und bot teilweise auch Modeschmuck an.
Einen entscheidenden Wendepunkt dieses Marktfahrer-Daseins markiert das Jahr 1978. Mit etwa 600 DM reiste er im Frühjahr desselben Jahres nach London und kam mit einem Karton neuester Singles zurück. Auf dieser Reise hatte er den Inhaber des Plattenladens Rough Trade, Geoff Travis, kennengelernt und wurde zu einem seiner ersten Exportkunden. Bald stammten die mitgebrachten Platten nicht mehr nur aus England, sondern auch aus den USA. Seiler verkaufte die importierten Tonträger auf Konzerten, auf Flohmärkten oder im privaten Kreis.
Falls eine nachgefragte Platte nicht in seinem individuellen Angebot vorhanden war, rechtfertigte er dies spaßig mit dem Hinweis, sie sei zensiert. Deshalb bekam er den Beinamen Zensor.

## Der Zensor-Laden

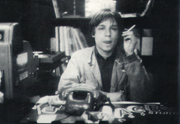
Burkhardt Seiler im Zensor-Laden

Zensor hieß auch der Plattenladen in der Belziger Straße (Berlin-Schöneberg), den der damals 25-Jährige zusammen mit Tina Fiedler im Frühjahr 1979 eröffnete. Das Angebot umfasste Punk, New Wave, Reggae, Free Jazz und etwas Klassik.
Für Schallplatten, die in keine der bis dahin üblichen Rubriken einzuordnen war, kreierte Burkhardt Seiler zusammen mit dem renommierten Sounds-Journalisten Hans Keller die Bezeichnung Neue Deutsche Welle. Dieser Begriff wurde erstmals in einer Anzeige des Berliner Plattenversands Zensor in der Sounds-Ausgabe vom August 1979 verwendet.
Seiler und sein Laden waren auch maßgeblich an der Herausgabe des Fanzines T4 beteiligt.
Von Anfang an war an den Laden sowohl ein Versand als auch ein eigener Vertrieb geknüpft. Dadurch entstanden enge Kontakte zu Alfred Hilsberg (Zickzack Records), Hollow Skai (No Fun-Label) und nicht zuletzt zu Michael Voigt und dessen Frau Elisabeth Recker vom Berliner Label Monogam.
Ebenso fanden im Keller des Zensor-Ladens an vielen Wochenenden legendäre Konzerte oder auch Sessions statt, u. a. mit Mania D (später Malaria!), DIN A Testbild, Mittagspause und Deutsch Amerikanische Freundschaft.
Nach der Schließung des Ladens 1983 widmete sich Seiler in der 1984 gegründeten Zensor Musikproduktion GmbH verstärkt seinen eigenen Labelproduktionen und dem weiteren Vertrieb unabhängiger Plattenfirmen.

## Zensor-Label

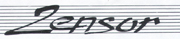
Das Zensor-Logo

Zusätzlich zum Zensor-Laden kam es 1979 auch zur Gründung des nach Jean Paul Marat benannten Marat-Labels. Als erste Produktion zählt die Waschsalon-Single von Frieder Butzmann & Sanja (1980 / Marat Records T33).
Ein Jahr später (1980) wurde das Zensor-Label geschaffen. Zensor war neben Ata Tak in Düsseldorf, No Fun in Hannover und ZickZack in Hamburg eines der ersten deutschen Independentlabels. Die erste Platte war die LP Funeral In Berlin der englischen Gruppe Throbbing Gristle (1981 / Zensor 01).
Die Zensor-Musikproduktionen umfassen eine weite Bandbreite, von tiefschwarzem Rhythm & Soul über Countryrock zur konsequenten Avantgarde bis hin zu Afrikanischer Musik. Bekannt wurden die Zensor-Labels bis heute u. a. durch Künstler und Bands wie Solomon Burke, Sonic Youth (Zensor veröffentlichte die ersten drei Alben der Band in Europa), Jonathan Richman, den Neville Brothers oder auch durch die teilweise auf Zensor-UK produzierten Beat Rodeo und Die Zwei.
Die Platten werden über Indigo vertrieben.

## Burkhardt Seiler als Konzertveranstalter
In einem engen Austausch zwischen dem Plattenladen und den Zensor-Labels stand auch Burkhardt Seilers Tätigkeit als Konzertveranstalter, die sich bereits in den Sessions im Keller seines Zensor-Ladens abzeichnete. Anfang der 1980er Jahre folgten Konzerte im SO36 von z. B. Throbbing Gristle oder den Dead Kennedys, die er zusammen mit Michael Voigt veranstaltete. Zu Zeiten der Berliner Mauer scheute der West-Berliner auch nicht den Ostteil der Stadt. Gemeinsam mit Fritz Rau übernahm er 1987 die Organisation des New Orleans Soulfestivals während der 750-Jahr-Feierlichkeiten in Ost-Berlin. Zu hören waren die Zensor-Künstler Solomon Burke, Irma Thomas, Johnny Adams und die Neville Brothers. Ein Jahr später folgte ein Konzert von Jonathan Richman in der Werner-Seelenbinder-Halle.

## Bildband
Die wilde Umbruchsphase der späten 1970er und frühen 1980er Jahre wurde schließlich 20 Jahre später in dem 1998 erschienenen Buch The Album Cover Art Of Punk von Burkhardt Seiler and Friends (Olms) anhand von Schallplatten-Covern dokumentiert. Das Vorwort zu diesem Bildband schrieb der ehemalige Sex-Pistols-Manager Malcolm McLaren.